# Polygonarea anonyx
Polygonarea anonyx är en mångfotingart som beskrevs av Lawrence 1966. Polygonarea anonyx ingår i släktet Polygonarea och familjen storjordkrypare. Inga underarter finns listade i Catalogue of Life.